# Heinz Reinefarth
Heinrich Reinefarth, beter bekend onder de naam Heinz Reinefarth (Gnesen, 26 december 1903- Westerland, 7 mei 1979) was een Duits jurist, SS-Gruppenführer en Generalleutnant in de Waffen-SS en de politie tijdens de Tweede Wereldoorlog.

## Biografie
Reinefarth was een zoon van een afgevaardigde van de Landsraad. Hij sloot zich in 1923 aan bij de Freikorps Oberland. Hij ging in Jena rechtswetenschappen studeren en was na zijn afstuderen werkzaam als rechter. Hij werd in 1932 lid van de NSDAP en de SS. Tussen 1932 en 1939 werkte hij als advocaat en notaris.
Na de uitbraak van de Tweede Wereldoorlog werd Reinefarth als Feldwebel (sergeant) ingezet tijdens de Poolse Veldtocht. Tijdens de Slag om Frankrijk in mei/juni 1940 was hij bevelhebber van de 14e compagnie van het 337e Infanterieregiment. Hij werd toen onderscheiden met het Ridderkruis van het IJzeren Kruis. Midden 1942 werd hij ongeschikt geacht voor militaire dienst vanwege bevroren ledematen die hij opgelopen had tijdens de veldtocht in Rusland. Hij verliet de Wehrmacht in de rang van Leutnant (tweede luitenant) en werkte tussen juni 1942 en midden 1943 als Inspecteur-generaal in het Protectoraat Bohemen en Moravië. Na een jaar gewerkt te hebben op het Hauptamt Ordnungspolizei werd hij in april 1944 benoemd tot Höheren SS- und Polizeiführer Warthe. In deze functie voerde hij het bevel over twaalf politiecompagnieën tijdens de Opstand van Warschau. Zijn eenheden waren betrokken bij moordpartijen in Warschau, onder andere de massamoord in Wola. Voor zijn verrichtingen in Warschau werd Reinefarth op 30 september 1944 onderscheiden met het Ridderkruis van het IJzeren Kruis met Eikenloof.

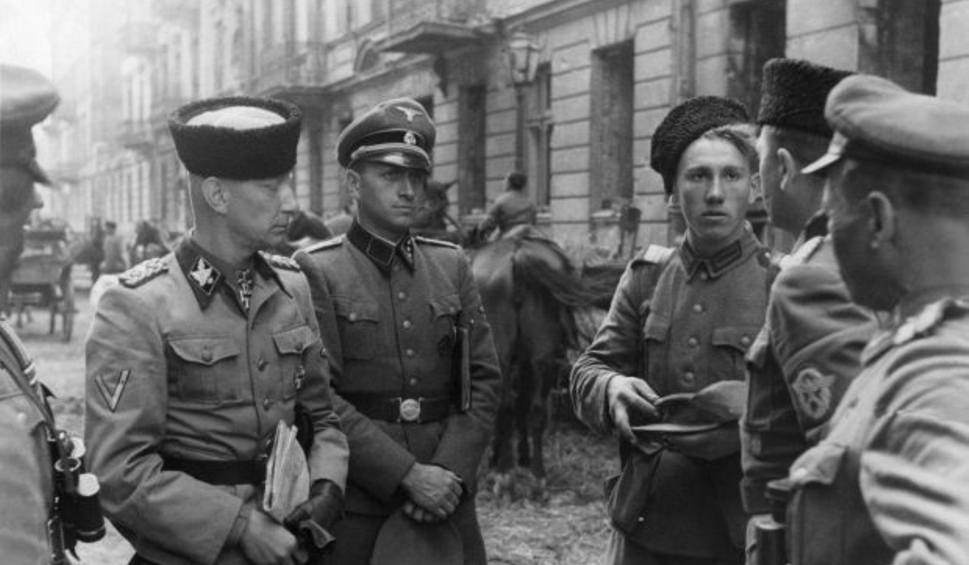
Heinz Reinefarth "Slager van Wola" (eerste van links), tijdens de Opstand van Warschau.

Op 2 februari 1945 werd Reinefarth door Hitler benoemd tot vestingcommandant van de stad Küstrin. Na zware Sovjet-bombardementen werd de stad in maart 1945 veroverd. Reinefarth werd later vanwege lafheid ter dood veroordeeld. Het oordeel werd vanwege het verschuivende front niet voltrokken. Reinefarth vluchtte naar het westen en gaf zich over aan de Britten.
Na de Duitse capitulatie bracht Reinefarth zijn gevangenschap door in een Brits krijgsgevangenkamp. Een verzoek voor uitlevering aan Polen werd afgewezen door de Britten en Amerikanen. Een rechtbank in Hamburg liet hem vanwege gebrek aan bewijs vrij. Tussen december 1951 en 1964 was hij burgemeester van Westerland op het eiland Sylt. Hij werd in 1958 gekozen als in de Landsdag van Sleeswijk-Holstein als afgevaardigde van de Gezamenlijk Duits Blok/Bond van Vluchtelingen en Rechtelozen. Na een onderzoek van het openbaar ministerie naar zijn oorlogsverleden werd hij gedwongen zich terug te trekken uit de politiek. Hij ging werken als advocaat in Westerland. Hij stierf op 7 mei 1979 op Sylt.

## Carrière
Reinefarth bekleedde verschillende rangen in zowel de Allgemeine-SS als Waffen-SS. De volgende tabel laat zien dat de bevorderingen niet synchroon liepen.
| Datum                                                                | Vrijkorps Oberland/Bamberg | Reichswehr       | Sturmabteilung | Heer                      | Allgemeine-SS          | Waffen-SS                       | Polizei                       |
| -------------------------------------------------------------------- | -------------------------- | ---------------- | -------------- | ------------------------- | ---------------------- | ------------------------------- | ----------------------------- |
| November 1923                                                        | Soldat                     | —                | —              | —                         | —                      | —                               | —                             |
| Augustus 1924                                                        | —                          | Zeitfreiwilliger | —              | —                         | —                      | —                               | —                             |
| 1 augustus 1932                                                      | —                          | —                | SA-Mann        | —                         | —                      | —                               | —                             |
| 1932                                                                 | —                          | —                | SA-Scharführer | —                         | —                      | —                               | —                             |
| 19 december 1932                                                     | —                          | —                | —              | —                         | SS-Anwärter            | —                               | —                             |
| 19 december 1932                                                     | —                          | —                | —              | —                         | SS-Mann                | —                               | —                             |
| 9 november 1933                                                      | —                          | —                | —              | —                         | SS-Truppführer         | —                               | —                             |
| 6 maart 1934 (met ingang van 2 maart 1934)                           | —                          | —                | —              | —                         | SS-Obertruppführer     | —                               | —                             |
| 14 juni 1934 (met ingang van 20 april 1934)                          | —                          | —                | —              | —                         | SS-Sturmführer         | —                               | —                             |
| 20 september 1935 (met ingang van 15 september 1934)                 | —                          | —                | —              | —                         | SS-Obersturmführer     | —                               | —                             |
| 20 april 1937                                                        | —                          | —                | —              | —                         | SS-Hauptsturmführer    | —                               | —                             |
| 9 november 1937                                                      | —                          | —                | —              | Kanonnier                 | —                      | —                               | —                             |
| 7 december 1937                                                      | —                          | —                | —              | Unterführer-Anwärter      | —                      | —                               | —                             |
| 20 april 1939                                                        | —                          | —                | —              | —                         | SS-Sturmbannführer     | —                               | —                             |
| September 1939                                                       | —                          | —                | —              | Unteroffizier der Reserve | —                      | —                               | —                             |
| 1940                                                                 | —                          | —                | —              | Feldwebel der Reserve     | —                      | —                               | —                             |
| 1 juli 1940                                                          | —                          | —                | —              | Leutnant der Reserve      | —                      | —                               | —                             |
| 20 april 1940                                                        | —                          | —                | —              | —                         | SS-Obersturmbannführer | —                               | —                             |
| 20 april 1941                                                        | —                          | —                | —              | —                         | SS-Standartenführer    | —                               | —                             |
| 30 januari 1942                                                      | —                          | —                | —              | —                         | SS-Oberführer          | —                               | —                             |
| 20 april 1942                                                        | —                          | —                | —              | —                         | SS-Brigadeführer       | —                               | —                             |
| 20 april 1942 (met ingang van 1 april 1942 en RDA van 20 april 1942) | —                          | —                | —              | —                         | —                      | —                               | Generalmajor in de politie    |
| 30 juli 1944 (met ingang van 1 augustus 1944)                        | —                          | —                | —              | —                         | SS-Gruppenführer       | —                               | Generalleutnant in de politie |
| 16 november 1944 (met ingang van 1 juli 1944)                        | —                          | —                | —              | —                         |                        | Generalleutnant in de Waffen-SS | Generalleutnant in de politie |

## Lidmaatschapsnummers
- NSDAP-nr.: 1 268 933 (lid geworden op 1 augustus 1932[3][4][9])
- SS-nr.: 56 634 (lid geworden op 19 december 1932[4][9][3])

## Decoraties
Selectie:
- Ridderkruis van het IJzeren Kruis met Eikenloof (nr.608) op 30 september 1944 als SS-Gruppenführer en Generalleutnant in de Waffen-SS en de politie en Commandant van de SS-Kampfgruppe "Reinefarth", voor de rol van zijn eenheid in de onderdrukking van de Opstand van Warschau[16][9][4][3]
- Ridderkruis van het IJzeren Kruis op 25 juni 1940 als Feldwebel der Reserve in het 337e Infanterieregiment in de 208e Infanteriedivisie, Westfront[16][9][8][4][3]
- IJzeren Kruis 1939, 1e Klasse (28 mei 1940[3][4][9][16][15]) en 2e Klasse (25 september 1939[3][4][9][16][15])
- Nahkampfspange in brons[16][9][4]
- Kruis voor Oorlogsverdienste, 2e Klasse (1 september[4] 1943[15])[16] met Zwaarden[9]

## Afkortingen
- mit der Führung beauftragt (m. d. F. b.) - vrije vertaling: met het leiderschap belast
- mit der Wahrnehmung der Geschäfte beauftragt (m.d.W.d.G.b.) - vrije vertaling: met de waarneming van de functie belast
- Kie - Compagnie